# Броненосцы типа «Ре Умберто»
Броненосцы типа «Ре Умберто» (итал. Classe Re Umberto) — серия из трех быстроходных броненосцев, построенная для итальянского флота в 1884—1895 годах. Были разработаны инженером Бенедетто Брином как развитие его взглядов на приоритет скорости и тяжелого вооружения над бронированием, ранее воплощенные в проекте «Италия». Оставались на вооружении до Первой Мировой но практически никакого участия в ней не принимали.

## История
В 1883 году, после отставки морского министра Фердинандо Эктона, ратовавшего за постройку небольших, дешевых кораблей, пост морского министра занял Бендетто Брин. Известный сторонник доктрины индивидуального превосходства — концепции, что итальянский флот не может себе позволить содержать много боевых кораблей по экономическим причинам, и поэтому должен стремиться к обладанию самыми большими и мощными броненосцами в мире — он немедленно использовал своё влияние на военно-морские силы чтобы протолкнуть в производство проект нового корабля.
Основной идеей Брина было развить концепцию того корабля, который он считал почти идеальным — броненосца типа «Италия». Эти огромные творения Брина были крупнейшими, быстрейшими и сильнейшими по вооружению кораблями мира на момент закладки (ценой за это был полный отказ от поясного бронирования). Но военно-морская наука развивалась в 1880-х столь стремительно, что заложенные в 1876 году «Италия» и «Лепанто» уже к 1883, ещё не вступив в строй, уже представляли собой комбинацию устаревших решений.
Брин решил переработать проект «Италия» с учетом технических новинок и изменения концепций. К началу 1880-х прежние взгляды на морской бой как на беспорядочную свалку независимо действующих кораблей начали постепенно уходить в прошлое. Приоритетной тактикой вновь стала кильватерная колона, позволяющая реализовать максимальную мощь артиллерийского огня при действиях в эскадре. Поэтому корабли класса «Ре Умберте» впервые в итальянском флоте получили «классическое» расположение тяжелого вооружения — два орудия в носовой и два орудия в кормовой барбетной установке. Сама артиллерия тоже стала гораздо эффективнее — от медленно стреляющих короткоствольных 431-миллиметровых орудий-монстров отказались в пользу более компактных и эффективных британских 343-миллиметровых 35-калиберных орудий.

## Конструкция
В первоначальном проекте, броненосцы класса «Ре Умберто» развивали проект броненосца «Италия»: они также не несли бортовой брони, а основным отличием от прототипа было размещение орудий главного калибра вдоль диаметральной линии корабля, а не в прежних диагонально расположенных установках. Но по мере развития проекта, появление скорострельных 120—150 миллиметровых орудий с унитарным заряжанием потребовало пересмотреть концепцию. Скорострельные пушки могли просто изрешетить небронированый борт «Италии» или подобного ей корабля, что привело бы к неминуемой потере скорости и возможной гибели из-за потери остойчивости при захлестывании воды в пробоины.
В результате, проект «Ре Умберто» был пересмотрен. Специально для защиты от огня скорострельных орудий, Бендетто Брин добавил тонкий броневой пояс, защищающий часть надводного борта.
Корабли были первыми в мире броненосцами, изготовленными полностью из стали. Они имели классический итальянский силуэт — полностью симметричный, с единственной центральной мачтой, расположенной между труб. Считалось, что подобная симметричность силуэта помешает противнику точно определить, в каком направлении движется корабль.

### Вооружение
Основное вооружение кораблей состояло из новых 343-миллиметровых 30-калиберных орудий британского производства. Предназначенные для броненосцев типа «Ройял Соверен», эти мощные пушки стреляли 600-килограммовым снарядом на дистанцию до 11000 метров и были гораздо скорострельнее и надежнее прежних итальянских орудий-монстров. Но медленные темпы производства новых орудий в Великобритании сильно задержали вступление в строй итальянских кораблей.
Четыре 343-миллиметровые пушки впервые в итальянской практике были расположены вдоль продольной оси корабля, в носовой и кормовой двухорудийных барбетных установках на главной палубе. Так как борт корабля был относительно низким, барбетные установки необычной конической формы были весьма высокими, чтобы орудия располагались выше над водой и менее страдали от непогоды. От основания барбетов вниз, к броневой палубе и расположенным под ней погребам боезапаса, шел броневой колодец. Сверху орудия прикрывались тонкими противоосколочными колпаками.
Вспомогательное вооружение корабля было очень мощным. Восемь британских 152-миллиметровых 40-калиберных скорострельных орудий располагались в спонсонных установках на крыше надстройки, по четыре на борт. Палубой ниже, в небронированой батарее на главной палубе, стояли двенадцать 120-миллиметровых скорострельных орудий. Ещё четыре 120-миллиметровых орудия были смонтированы на крыльях носового и кормового мостика броненосца. Общий бортовой залп достигал 12 скорострельных орудий на борт.
Оборонительное вооружение состояло из 16 легких 6-фунтовых орудий, предназначенных для борьбы с миноносцами, и десяти 47-миллиметровых пулеметов. Кроме того, корабль имел выдающийся таран и пять торпедных аппаратов.

### Броневая защита

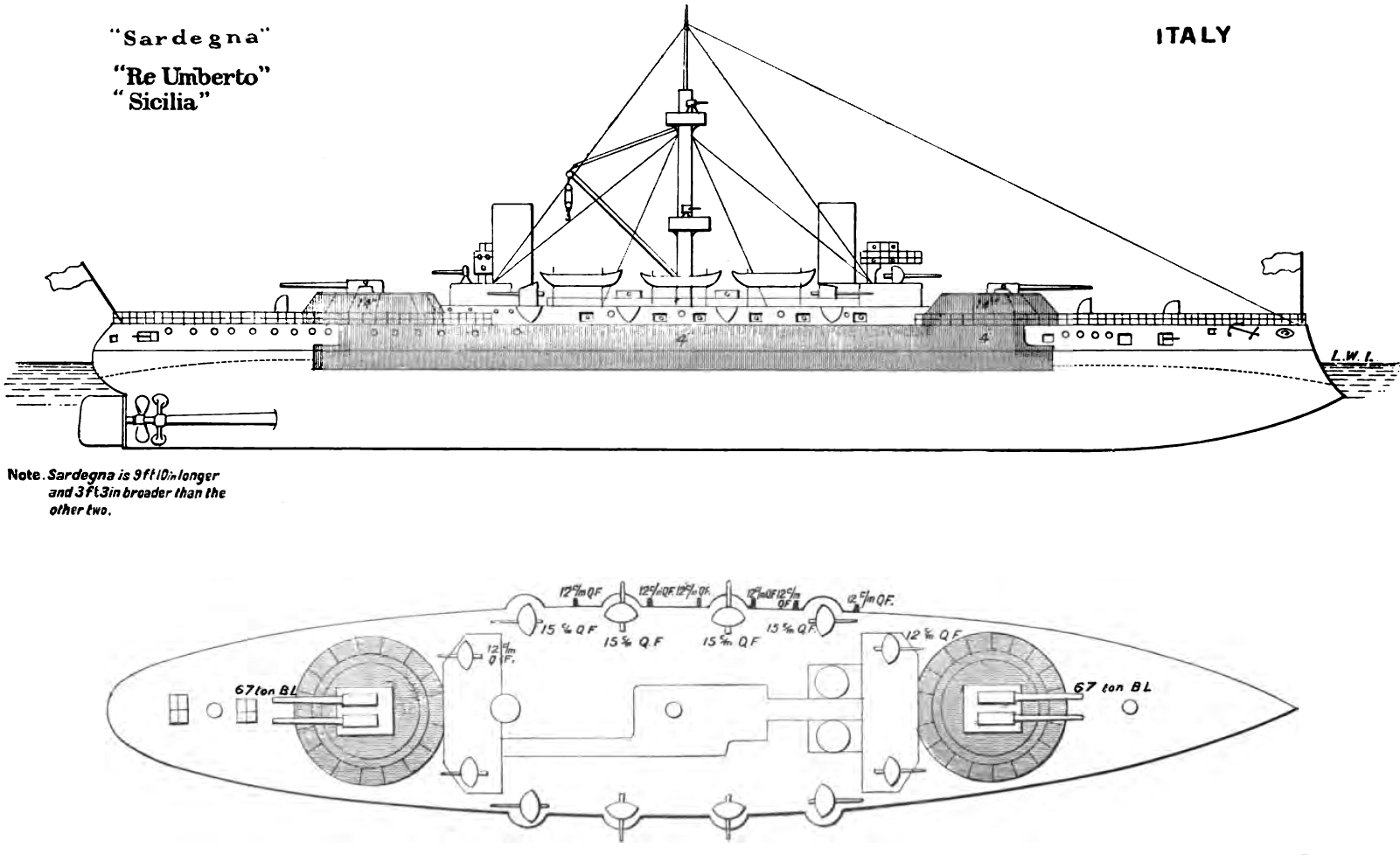
Схема бронирования броненосца «Ре Умберто»

В первоначальном проекте броненосец вовсе не имел вертикальной брони за исключением барбетов главного калибра, его единственной защитой являлась 102-мм броневая палуба. Под влиянием успешного дебюта скорострельных орудий с унитарным заряжанием проект пришлось пересмотреть: оставлять незащищенный борт на расстрел скорострельных орудий было слишком опасно.
В итоговом проекте броненосец получил очень тонкий 102-миллиметровый пояс из стальной брони, предназначенный для защиты центральной части борта (между барбетами главного калибра) от огня скорострельных орудий. Толщина его была совершенно недостаточна для противостояния тяжелым снарядам: в этом Брин больше надеялся на 76-миллиметровую выпуклую броневую палубу и рациональное деление корпуса на отсеки. Броневая палуба в оконечностях опускалась ниже ватерлинии и предназначалась для эффективной защиты от тяжелых снарядов.
Орудийные установки главного калибра защищались 335-миллиметровой броней. Броневые рубки и элеваторы подачи снарядов защищала 305-мм броня.
В целом, бронирование корабля было практически целиком рассчитано на противостояние мелкокалиберным скорострельным и медленно стреляющим тяжелым орудиям. Предполагалось, что первые не пробьют тонкого пояса, а вторые, пробив пояс, не смогут пробить броневую палубу за ним, и кроме того — стреляют слишком медленно, чтобы нанести сильный урон корпусу корабля. Появление орудий большого калибра с высокой скорострельностью в 1890-х моментально сделало такую схему защиты неэффективной.

### Силовая установка
Двухвинтовые броненосцы имели максимальную мощность машин в 19 500 л. с. и развивали скорость до 18,5 узлов. Дальность плавания экономическим ходом составляла порядка 11 000 км.

## В серии
Первоначально, предполагалось заложить только два броненосца:
- Броненосец «Ре Умберто»
- Броненосец «Ре ди Сицилия»

Позднее, Брин добился закладки третьего корабля:
- Броненосец «Ре ди Сардиния»[источник не указан 612 дней]

Интересно, что все три корабля де-факто были названы в честь одного человека — короля Италии Умберто I, являвшегося по совместительству королём Сицилии (итал. Re di Sicilia) и королём Сардинии (итал. Re di Sardinia).

## Служба
Первые два корабля были заложены в 1884 году, третий — в 1885. Из-за слабости итальянской промышленности и больших задержек с поставками орудий из Великобритании их постройка затянулась более чем на 10 лет, и последний из них вступил в строй лишь в 1895 году. К этому времени, они уже являлись несколько устаревшими.
Тем не менее, эти три броненосца были самыми мощными и сильными кораблями итальянского флота, и последний относился к ним с большим вниманием. Периодически проходя ротацию между действующим и резервным флотом, они приняли участие в итало-турецкой войне 1912 года, в основном привлекаясь для обстрела побережья (их тяжелые снаряды оказывали лучший эффект на береговые укрепления чем снаряды более легких 305-миллиметровых орудий последующих итальянских броненосцев). При этом «Ре ди Сардиния» впервые использовал аэроплан для управления артиллерийской стрельбой.
В 1914 году, все три корабля были сочтены устаревшими и незадолго до начала Первой Мировой выведены в резерв и переведены на роль кораблей снабжения. В 1915 году, когда Италия вступила в войну, старые броненосцы были возвращены в строй для использования в качестве кораблей береговой обороны. В боевых действиях они, тем не менее, не участвовали.
В 1918 году итальянское морское командование решило использовать «Ре Умберто» в качестве одноразового корабля-тарана для прорыва боновых заграждений на входе в Полу, гавань австрийского флота. Предполагалось, что укомплектованный минимальным экипажем из добровольцев корабль должен будет ночью скрытно приблизиться к австрийскому побережью, и на полном ходу ворваться в гавань, проломив заграждения и открыв вход для атаки эскадры торпедных катеров. Со старого броненосца демонтировали все вооружение и установили 8 трехдюймовых орудий и минометы (для обстрела береговых укреплений), а также специальные резаки для эффективного разрезания троссов и бонов. Однако война кончилась раньше, чем операция была осуществлена.

## Оценка проекта
Броненосцы класса «Ре Умберто» были единственными полностью современными кораблями ВМФ Италии на конец 19 века (все остальные броненосцы были заложены ещё в 1870-х или в начале 1880-х) и для времени закладки представляли достаточно удачную конструкцию. Сравнительно большая площадь бронирования надежно защищала центральную часть корпуса от снарядов скорострельной артиллерии. Тяжелые же орудия, как считалось, не обладали достаточной скорострельностью чтобы существенно повредить надводный борт корабля, а вероятность же пробития броневой палубы оценивалась как очень низкая.
Ситуация резко изменилась в 1890-х, с появлением (в первую очередь во Франции), скорострельных тяжелых орудий, заряжающихся при любом положении ствола. Французские 274 и 305-миллиметровые пушки конца 19 столетия давали один выстрел в минуту. Применение мелинита и других взрывчатых веществ вкупе с высокой скорострельностью новых тяжелых орудий означало, что тонкий броневой пояс «Ре Умберто» будет просто изрешечен многочисленными попаданиями тяжелых снарядов, после чего итальянскому броненосцу грозила бы гибель от захлестывания воды через пробоины и нарушения остойчивости.
Другим важным недостатком была абсолютно незащищенная батарея вспомогательной артиллерии — фактически, все скорострельные орудия могли быть выведены из строя буквально одним удачным попаданием. Все это привело к тому, что в последующих проектах Бендетто Брин отказался от развития идеи «небронированых броненосцев», сосредоточившись на более сбалансированых кораблях.